# Encore un soir (singolo)
Encore un soir è una canzone registrata dalla cantante canadese Céline Dion, pubblicata come primo singolo promozionale dal suo album omonimo (2016). Il brano scritto da Jean-Jacques Goldman, anche co-produttore insieme a Yann Macé e Luc Leroy, è dedicato a René Angélil, il marito e manager di Céline scomparso nel gennaio 2016. Il singolo è uscito il 24 maggio 2016.
Encore un soir è stata ben accolta dalla critica e anche dal mercato discografico, ottenendo un successo importante in Francia e nel resto d'Europa, dove raggiunse la top ten in Lussemburgo e Belgio oltre all'ottenimento di un disco d'oro in Svizzera e di un disco di diamante in Francia.

## Antefatti e uscita
Il 22 ottobre 2015, il sito ufficiale di Céline Dion annuncia che la cantante stava "lavorando sodo" al suo nuovo album francese. La title track, Encore un soir, è stata originariamente svelata il 15 gennaio 2016 da varie testate giornalistiche. Il 17 maggio 2016, viene confermato in un'intervista al periodico francese Paris Match che il singolo sarebbe stato disponibile come traccia Digital download il 24 maggio 2016.
La canzone è stata resa disponibile su tutte le piattaforme digitali e sui servizi di streaming, inclusi YouTube e Vevo.

## Videoclip musicale
Il 9 luglio 2016, Céline Dion pubblica sul suo profilo Instagram una foto che la ritrae sul set del videoclip musicale in Kleber Street a Parigi. Il videoclip è stato diretto da Greg & Lio (duo francese Lionel Hirlé e Grégory Ohrel) e ha visto la partecipazione dell'attore francese François Pouron. L'uscita era prevista per l'agosto 2016: dalla fine di agosto 2016, scene del video potevano essere visti solo durante gli spot pubblicitari che promuovevano l'album in televisione, ma il videoclip completo non è mai uscito.
Sul canale Vevo della cantante il 27 maggio è stato pubblicato il Lyric Video del singolo.

## Recensioni da parte della critica
Encore un soir ha ricevuto il plauso dei critici e dei giornalisti musicali francesi. Alain de Repentigny, di La Presse+ , in una recensione generale dell'album Encore un soir, riguardo alla title track scrisseː "Cosa ridire di questa canzone che dà il titolo all'album, tranne che si tratta del grande Goldman che si attacca alla pelle di Céline Dion e le permette di dimostrare ancora una volta il suo talento come interprete. Un'ode alla vita che non ha perso nulla del suo impatto sul disco o sulla performance. Un'ode alla vita, ha un impatto sull'album e anche durante le esibizioni dal vivo." Il singolo è stato elogiato anche da Le Figaro, dove Marie-Amélie Blin scriveː "Questa canzone è una supplica commovente, quasi una preghiera ingenua. Come un bambino che cerca di strappare un favore ai suoi genitori, la cantante implora il Dio che ha ricordato al marito di sospendere il tempo, anche se solo per un momento… 'Con la sua solita delicatezza', Jean-Jacques Goldman ha trovato il tono giusto ed è riuscito a commuovere con una canzone 'che non è nemmeno triste'". Il magazine francese Femme Actuelle scriveː "Non necessariamente la migliore creazione di Jean-Jacques Goldman, né il miglior titolo di Céline Dion, ma la canzone ha il merito di esistere, solo pochi mesi dopo la morte di René Angélil.", mentre Public.fr elogia la "penna di Goldman".
Encore un soir fu ben apprezzato anche oltreoceano. Idolator definì il brano "toccante", mentre l'Hollywood Life scrisseː "Sebbene Encore un soir sia disponibile solo in francese per il momento, i testi della canzone si traducono in un messaggio straziante su quanto velocemente passa il tempo. Ovviamente, la canzone è bella come qualsiasi canzone di Céline, con voci e strumenti che corrispondono in modo ossessivo al significato della canzone."

## Successo commerciale

### Il successo in Francia
In Francia, Encore un soir debuttò alla numero uno e dopo soli tre giorni vendette 7.809 copie, detronizzando Can't Stop the Feeling! di Justin Timberlake e ottenendo anche le vendite settimanali più elevate del 2016 di un singolo. A confronto nel 2015, dopo ben sette giorni, Hello di Adele vendette più di 18.500 copie digitali. Fu così che Encore un soir è diventato il sesto singolo della Dion ad essere salito alla numero uno della classifica dei singoli più venduti in Francia, permettendo alla cantante di essere l'artista con il maggior numero di settimane presenti alla posizione numero uno della classifica stessa, ovvero 38 settimane totali. Encore un soir rimase in cima per due settimane vendendo nella sua seconda settimana altre 5.166 copie digitali. L'ultima volta che Céline trascorse almeno due settimane alla numero uno fu quindici anni prima con Sous le vent. Nelle settimane successive, Encore un soir rimase in top ten; dopo le prime due settimane in prima posizione, scese dal podio classificandosi quarta e vendendo 3.081 copie. La settimana successiva scese di tre posizioni e vendette altre 2.377 copie. Successivamente, la canzone salì nuovamente in quarta posizione vendendo 3.141 copie. Dopo le tappe parigine del Summer Tour 2016 della Dion, il singolo risalì sul podio, raggiungendo la numero due e vendendo oltre 3.200 copie digitali. La settimana successiva, il singolo riscese di una posizione e vendette 2.998 copie. Nella sua ottava settimana, la canzone rimase in terza posizione e vendette altre 3.601 copie in Francia. Successivamente, salì ancora di una posizione, vendendo 2.370 copie. Nelle tre settimane successive, Encore un soir occupò rispettivamente le posizioni numeroː nove (2.133 copie vendute), otto (2.100 copie) e sette (2.000). Dopo dodici settimane, la canzone aveva venduto in totale oltre 40.000 copie in Francia. Nella tredicesima settimana, scese alla numero dieci rimanendo in top ten per tredici settimane consecutive e vendendo altre 1.513 unità. Nella quattordicesima settimana, la canzone salì nuovamente alla numero tre e vendette oltre 1.700 copie.
Nella quindicesima settimana, il singolo tornò in prima posizione e vendette 4.421 copie. Contemporaneamente l'album Encore un soir entrò direttamente al primo posto della classifica degli album più venduti in Francia. La settimana successiva, sia la canzone sia l'album rimasero in prima posizione. Fino a quel momento il singolo aveva venduto 3.969 copie e aveva raggiunto la sua quarta settimana al vertice della classifica dei singoli, battendo le tre settimane alla numero uno di Sous le vent. Nella diciassettesima settimana, Encore un soir scese alla numero due, vendendo 2.786 copie e portando le vendite totali a quota 54.472. Il 29 luglio 2016, la SNEP certificò il singolo disco d'oro in Francia. Nella diciottesima settimana, Encore un soir scese alla settima posizione e vendette altre 1.918 copie. La settimana successiva, il singolo salì di una posizione con una vendita di 1.464 copie. Nella sua ventesima settimana, la canzone balzò nuovamente alla numero quattro con altre 1.946 copie vendute. Nella ventunesima settimana, riscese alla numero cinque vendendo 1.871 (61.674 in totale). Dopo ben ventuno settimane in top ten, il singolo scese nella sua ventiduesima settimana, alla numero dodici e vendette altre 1.300 copie. Tra i singoli di Céline, solo Pour que tu m'aimes encore trascorse più tempo in top ten, rimanendovi per trentuno settimane totali. Il 21 ottobre 2016, il singolo ottenne il disco di platino in Francia per aver venduto oltre venti milioni di vendite cumulative (download e streaming), diventando il quinto singolo più venduto del 2016 in Francia, dopo aver venduto 72.100 copie digitali. A distanza di un anno e sette mesi, il 29 dicembre 2017, il singolo fu certificato disco di diamante in Francia per aver venduto oltre 35 milioni di copie digitali e streaming.

### Il successo nel resto d'Europa e in Canada
Dopo soli tre giorni dalla pubblicazione, Encore un soir debuttò alla numero dieci della classifica dei singoli più venduti in Belgio Vallonia. Il singolo debuttò anche alla posizione 25 in Svizzera e alla numero uno nella classifica di Romandia. Un anno dopo il suo debutto Encore un soir fu certificato disco d'oro in Svizzera dopo aver venduto oltre 15 mila di copie. Fu in top ten anche in Lussemburgo salendo alla quarta posizione e numero 31 in Ungheria. Nella Euro Digital Songs Sales stilata da Billboard, Encore un soir debuttò in top 20, raggiungendo la numero 18.
In Canada, il singolo entrò alla numero trentanove della Canadian Adult Contemporary e nonostante fosse un singolo in francese, raggiunse anche la Billboard Canadian Hot 100, posizionandosi solamente alla numero 92. Encore un soir debuttò anche nella top ten québecchese salendo in prima posizione rimanendovi per sedici settimane consecutive.

## Formati e tracce
CD Singolo Promo (Francia; Giappone) (Sony Music: 88985349102; Sony Music Japan International Inc.: SDCI 82012)
1. Encore un soir – 3:52 (testo: Jean-Jacques Goldman)

Digital download
1. Encore un soir – 4:23 (Jean-Jacques Goldman)

## Classifiche

### Classifiche settimanali
| Classifica (2016)                                     | Posizione massima raggiunta |
| ----------------------------------------------------- | --------------------------- |
| Belgio Vallonia (Ultratop 50)                         | 10                          |
| Canada (Billboard Canadian Hot 100)                   | 92                          |
| Canada (Billboard Canada AC)                          | 39                          |
| Europa (Billboard Euro Digital Song Sales)            | 18                          |
| Francia (SNEP)                                        | 1                           |
| Lussemburgo (Billboard Luxembourg Digital Song Sales) | 4                           |
| Québec (ADISQ - Top 25 Adult Contemporary)            | 1                           |
| Svizzera (Media Control - Romandie Singles Top 20)    | 1                           |
| Svizzera (Schweizer Hitparade)                        | 25                          |
| Ungheria (Single Top 40)                              | 31                          |

### Classifiche di fine anno
| Classifica (2016)                                                      | Posizione |
| ---------------------------------------------------------------------- | --------- |
| Belgio Vallonia (Ultratop rapports annuels 2016 - Singles)             | 59        |
| Francia (SNEP - Les 20 meilleures ventes de singles en France en 2016) | 5         |

## Crediti e personale
Registrazione
- Registrato all'Hyperion Studio di Marsiglia (FR), Addictive Studio (Parigi) (FR); Studio at the Palms (Las Vegas) (NV)

Personale
- Arrangiato da - Jean-Jacques Goldman, Yann Macé, Luc Leroy
- Batteria - Yann Macé
- Chitarre - Vincent Martinez
- Cori - Jean-Jacques Goldman, Magali Ponsada, Jacques Veneruso
- Mixato da - Yann Macé
- Musica di - Jean-Jacques Goldman
- Percussione - Yann Macé
- Pianoforte - Luc Leroy
- Produttore - Jean-Jacques Goldman, Yann Macé, Luc Leroy
- Programmato da - Luc Leroy, Yann Macé
- Registrato da - Thomas Ivaldy
- Registrato da (voci) - Humberto Gatica, Martin Nessi
- Registrato da (voci) [assistente] - Rob Katz, Mark Gray, Jason Patterson
- Tastiere - Luc Leroy, Yann Macé
- Testi di - Jean-Jacques Goldman